# Lösegeld (2009)
Lösegeld (Originaltitel: Rapt) ist ein französisches Thriller-Drama von Regisseur Lucas Belvaux aus dem Jahr 2009. Der Film wurde für vier Césars nominiert, unter anderem als bester Film.

## Handlung
Stanislas Graff ist Hauptaktionär eines Konzerns mit über 180.000 Mitarbeitern. Er gilt als einer der einflussreichsten Industriellen des Landes. Eines Morgens, kurz vor der Abreise nach China, wird er von Unbekannten entführt. Seine Entführer fordern ein Lösegeld von 50 Millionen Euro und drohen ihr Opfer zu töten. Um ihre Ernsthaftigkeit zu belegen, schneiden sie Graff einen Finger ab. Während die Polizei mit allen Mitteln versucht, etwas über die Entführer herauszufinden, diskutieren die Konzernchefs darüber, ob und wie das Geld aufzubringen sei. Graffs Frau und Mutter wollen das Geld unbedingt auftreiben und verhandeln über einen dementsprechenden Kredit.
Währenddessen werden in der Presse Details über Graffs Privatleben breitgetreten: dass er Spielschulden und eine Geliebte in einer eigenen Wohnung hat. Seine Frau und seine Kinder sind zutiefst verstört über diese Seite seines Charakters. Währenddessen durchläuft Graff ein zwei Monate andauerndes Martyrium, isoliert, verwahrlost und in ständiger Angst vor neuerlicher Verstümmelung oder seiner Ermordung.
Ein erster Versuch der Lösegeldübergabe scheitert, weil die Entführer die Anwesenheit der Polizei bemerkt haben. Graff wird daraufhin auf brutale Weise, die ihn im Glauben lässt, das sei sein Ende, an einen anderen Standort gebracht. Dort wird er vom Initiator der Entführung etwas menschlicher behandelt. Schließlich erfolgt ein weiterer Versuch, das Lösegeld zu übergeben. Die Entführer haben sich ein kompliziertes Verfahren in einem Zug ausgedacht, doch der Polizei gelingt es, zwei von ihnen zu überraschen und das Geld sicherzustellen. Einer der beiden wird dabei getötet, der zweite behauptet, nur Bote zu sein. Der Anführer teilt Graff daraufhin mit, man werde abstimmen, ob man ihn freilassen oder töten werde. Nach dieser letzten Zerreißprobe für seine Nerven werden ihm Bedingungen für seine Freilassung gestellt: Er muss nach einer angemessenen Zeit das Geld an die Entführer zahlen, sobald er das Codewort „Calypso“ von ihnen zugesendet bekommt. Als Sicherheit muss er drei Schuldscheine unterschreiben. Zahlt er nicht, wird irgendein Mensch getötet und einer der Schuldscheine bei dem Opfer hinterlassen, damit publik wird, dass er dafür verantwortlich ist. Sie werden auch seine Familie zu finden wissen, wenn er nicht zahlen sollte. Graff akzeptiert die Bedingungen und wird daraufhin irgendwo in Paris freigelassen.
Von einem Café aus benachrichtigt er seine Frau und wird von ihr und der Polizei abgeholt. Die Polizei besteht darauf, ihn sofort zu verhören, um Details über die Entführer herauszubekommen. Seine Frau erzählt ihm von ihren Qualen in den letzten zwei Monaten und geht dann auf Distanz. Sie ist zu verletzt von den Presseberichten über sein Doppelleben. Graff erhält weder Verständnis noch psychologische Hilfe und wird sogar verdächtigt, die Entführung selbst angezettelt zu haben, um seine Schulden zahlen zu können. Er zieht sich innerlich zurück und findet nur bei seinem Hund Trost, der sich als einziger vorbehaltlos über seine Rückkehr freut. Als er versucht, wieder seinen Arbeitsplatz einzunehmen, wird ihm nahegelegt, zurückzutreten. Seine Ehe zerbricht, die Kinder ziehen sich von ihm zurück. Er verkauft seine Anteile an der Firma und lässt sich scheiden. Sein Anwalt tröstet ihn mit dem Hinweis, dass er wenigstens ein reicher Mann sei, aber unmittelbar nachdem er alles abgewickelt hat, erhält er die Nachricht: „Calypso“.

## Produktion
Lösegeld wurde in Paris, Ostende und Massy gedreht. Der Film beruht auf einer wahren Begebenheit, der Entführung des Barons Édouard-Jean Empain im Jahr 1978. Lösegeld erlebte am 18. November 2009 seine französische Filmpremiere und erschien in Deutschland am 7. Januar 2011 direkt auf DVD.

## Synchronisation
| Rolle                | Darsteller              | Synchronsprecher   |
| -------------------- | ----------------------- | ------------------ |
| Stanislas Graff      | Yvan Attal              | Marcus Off         |
| Françoise Graff      | Anne Consigny           | Claudia Lössl      |
| André Peyrac         | André Marcon            | Hans-Georg Panczak |
| Marjorie             | Françoise Fabian        | Angelika Bender    |
| Kommissar Paoli      | Michel Voïta            | Michael Lott       |
| Prof. Walser         | Alex Descas             | Ole Pfennig        |
| Bertaux              | Maxime Lefrançois       | Thomas Wenke       |
| Bürger aus Marseille | Gérard Meylan           | Tobias Lelle       |
| Capitaine Verne      | Bertrand Constant       | Torben Liebrecht   |
| Jean-Jacques Garnier | Christophe Kourotchkine | Claus Brockmeyer   |
| Kommandant Chenut    | Marc Rioufol            | Thomas Rauscher    |
| Martine Graff        | Julie Kaye              | Simone Fulir       |
| Massart              | Patrick Descamps        | Thomas Fritsch     |
| Véronique Graff      | Sarah Messens           | Maren Rainer       |

## Kritik
Für Cinema sei nach einer wahren Begebenheit ein „böses Sittenbild“ und „spannendes Kidnapping-Drama“ entstanden. Film-Zeit befand ebenfalls, dass der Film deutliche Längen besitze, nannte ihn jedoch einen „spannende[n] und facettenreiche[n] Film eines Regisseurs, von dem man sicherlich noch einige Überraschungen zu erwarten hat.“

## Auszeichnungen
Im Jahr 2010 wurde der Film für vier Césars nominiert: in den Kategorien Bester Film (Patrick Sobelman, Diana Elbaum, Sébastien Delloye, Lucas Belvaux), Bester Hauptdarsteller (Yvan Attal), Beste Regie (Lucas Belvaux) und Beste Nebendarstellerin (Anne Consigny).